# Junior Byles

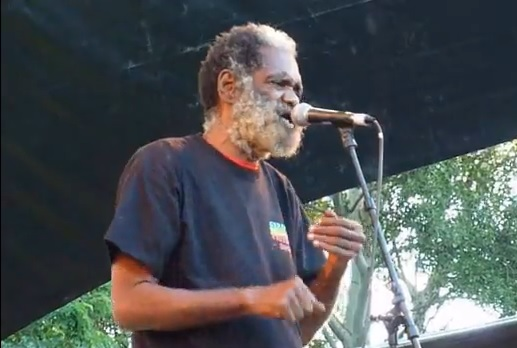
Junior Byles

Kenneth Byles Junior, bekend onder zijn artiestennaam Junior Byles, maar ook als King Chubby (Kingston (Jamaica), 1948 – aldaar, 15 mei 2025) was een Jamaicaanse reggaezanger, die vooral in de jaren 1970 veel succes had.

## Carrière
Byles begon zijn carrière in de jaren 1960 met het trio The Versatiles, waarmee hij optrad en enkele platen opnam. Hierbij werkte hij samen met Lee Perry, een van de bekendste producers uit het reggaegenre. Vanaf 1970 ging Byles als soloartiest verder en nam met Perry enkele platen op die veel succes hadden, zoals Beat Down Babylon uit 1972. Byles was een fanatieke aanhanger van de Rastafaribeweging en liet dit ook in zijn muziek terugkomen. Zijn bekendste songs zijn A Place Called Africa, Beat Down Babylon, Fade Away en Curly Locks, de laatste wordt als een van de anthems van de rootsreggae beschouwd. 

## Geestelijke problemen
In het midden van de jaren zeventig kreeg Byles ernstige geestelijke problemen, waardoor zijn verdere carrière in het slop raakte. Hij raakte dakloos en zwierf door de straten van Kingston. Toen Byles in 1975 vernam dat de Ethiopische keizer Haile Selassie (die door rastafari's werd vereerd als de levende god op aarde)) was overleden, probeerde hij zelfmoord te plegen en kwam langdurig in een psychiatrisch centrum terecht. Tijdens periodes in de jaren 80 en 90 dat het beter met hem ging nam hij toch nog enkele platen op. In 2004 maakte hij ook zijn comeback op het podium. Hoewel zijn stem duidelijk te lijden had gehad onder zijn zware leven was het publiek enthousiast. Een daaropvolgende korte tour naar Engeland had minder succes, doordat zijn oude problemen weer naar voren kwamen. 
Byles overleed op 77-jarige leeftijd.